# 隆坎普
隆坎普是德国莱茵兰-普法尔茨州的一个市镇。总面积11.50平方公里，总人口1164人，其中男性588人，女性576人（2011年12月31日），人口密度101人/平方公里。